# Перейра, Гомес
Антонис Го́мес Пере́йра (исп. Gómez Pereira; 1500, Медина-дель-Кампо — 1567) — испанский философ, врач и гуманист из Медина-дель-Кампо. Перейра упорно трудился, чтобы разрушить средневековые концепции медицины, и предложил применение для неё эмпирических методов; в своей философии он иногда считается предшественником Рене Декарта. Он был известен своей медицинской практикой, хотя у него было много разнообразных профессий, таких как управление мануфактурами, инженерное дело и философия. Ему приписывают помощь Декарту в придумывании знаменитой фразы на латыни:cogito ergo sum («я мыслю, следовательно, существую»).
О его жизни известно мало. Он был вторым из пяти братьев; его отец, Антонио, владел небольшим магазином, где торговал одеждой, а его мать, Маргарита, умерла, когда ему было 15 лет, поэтому детей воспитывала тётка, Ана-де-Авила. Некоторые из его предков были евреями из Португалии, которые стали христианами.
Перейра изучал философию в университете в Саламанке. Его профессор Хуан Мартинес впоследствии стал архиепископом в Толедо. Кроме того, он изучал медицину и окончил университет в 1520 году. Затем он поселился в качестве врача в своём родном городе, Медине, живя со своей женой Исабель Родригес, и стал весьма успешным в бизнесе, даже имея собственный винный склад и сдавая площади другим купцам. Он никогда не имел детей.
Перейра прославился как врач и в других городах Испании. Он был призван ко двору короля Филиппа II и спас жизнь принца, Дона Карлоса, когда тот пострадал от несчастного случая. Он был также известен как изобретатель, а в 1563 году он и ещё один изобретатель по имени Франциско Лобато получил патент на тип мельницы, работавшей на воде.